# اسلام در اندونزی
اندونزی پرجمعیت‌ترین کشور اسلامی است. جمعیت آن ۲۴۲ میلیون نفر است و ۹۰ درصد این جمعیت را مسلمانان، ۸ درصد مسیحی و ۲ درصد هندو و بودیسم تشکیل می‌دهند.
اسلام از قرن ۴ قمری به این کشور وارد شد و در قرن ۶ به وسیله تجار هندی و ایرانی به شکل بسیار وسیع منتشر شده‌است. بیشتر مسلمانان این کشور سنی یا مذهب شافعی دارند و بقیه شیعه، حنفی، حنبلی، مالکی، زیدی و علوی هستند. این کشور دارای ۸۰۰ هزار مسجد است.
اسلام پس از تثبیت در حجاز به واسطه فتوحات اسلامی در دیگر نواحی جهان گسترش یافت، به طوری که حضور فاتحان مسلمان به تدریج باعث
آشنایی و در نهایت گرایش مردمان سرزمینهای فتح شده به اسلام گشت، ولی این امر در جنوب شرق آسیا به ویژه در اندونزی به گونه دیگر بوده‌است؛ زیرا اولاً ورود اسلام نه به واسطه فتوحات اسلامی بلکه به دلیل حضور بازرگانان مسلمان هند و ترک(فاتحان هند) در جزایر سوماترا و جاوه بوده‌است. دوماً اسلام نه در قرون نخستین اسلامی بلکه در اواخر قرن سیزدهم و اوایل قرن چهاردهم میلادی
در این منطقه نفوذ پیدا کرد.
تاریخ ورود شیعیان به اندونزی به زمان ورود اولین مبلغان مسلمان در قرن ۴ هجری قمری بازمی‌گردد که از نوادگان امام موسی بن جعفر بودند که به این منطقه مهاجرت کردند و پس از سکونت، از اهالی این منطقه شدند. در ضمن جمعیت این کشور چیزی در حدود دویست و چهل ودو میلیون است.
.
منطقه اچیه در شمال سوماترا مرکز شیعیان اندونزی به‌شمار می‌رود و حکومت اندونزی پس از استقلال این شهر را شهر شیعیان کوالا نامید.